# 聖托里比奧區
聖托里比奧區（西班牙語：Distrito de Santo Toribio），是秘魯的一個區，位於該國北部安卡什大區的瓦伊拉斯省，始建於1990年6月19日，面積82.02平方公里，海拔高度2,860米，2005年人口1,774，人口密度為每平方公里22人。